# Alphitonia marquesensis
Espèce
Classification phylogénétique
Statut de conservation UICN

 LC  : Préoccupation mineure
Alphitonia marquesensis est une espèce de plantes à fleurs du genre Alphitonia et de la famille des Rhamnaceae.

## Description
Alphitonia marquesensis est un arbre qui peut atteindre une hauteur de plus de 20 mètres. Elle possède des graines et des fruits.

## Répartition
Alphitonia marquesensis est endémique des îles Marquises.
Elle est présente dans la forêt humide des vallons et ravins, les forêts mésophiles de basse et moyenne altitude.
L'espèce se régénérerait en bordure ou en sous-bois de plantations de pins des Caraïbes.

## Protection
L'Union internationale pour la conservation de la nature ne considère pas Alphitonia marquesensis comme une espèce menacée alors que le comité français l'estime comme une espèce en danger.

## Utilisation
Les troncs droits servaient pour des pirogues.

## Source de la traduction
- (en) Cet article est partiellement ou en totalité issu de l’article de Wikipédia en anglais intitulé « Alphitonia marquesensis » (voir la liste des auteurs).